# كارمين لايرا
كارمين لايرا (بالإسبانية: Carmen Lyra)‏ واسمها الحقيقي ماريا إيزابيل كارفخال كويسادا (15 يناير 1888 – 13 مايو 1949)، هي أول كاتبة كوستاريكية بارزة. كما هي معلمة في مؤسستها التي تعتبر أول مؤسسة تنهج منهج مونتيسوري في البلاد. كما سامهت في تأسيس الحزب الشيوعي لكوستاريكا.

## حياتها
وُلدت كارمين لايرا في 15 يناير 1888 في سان خوسيه. طمحت أن تصبح كاتبة ومعلمة، بدأت بإرسال المقالات إلى الصحف والمجلات، والتدريس خارج البلاد. سنة 1918، نشرت أول رواية لها تحت اسم في كرسي متحرك  (بالإسبانية: En una silla de ruedas)‏. سنة 1919، أثناء احتجاج للمعلمين ضد الديكتاتوري فيديريكو تينوكو جرانادوس، جمعت حشدا من الجماهير الغاضبين وحرقوا مكتب أخبار الحكومة، وتمكنت من الإفلات من مطاردة الشرطة لها متنكرة بزي بائع جرائد. سنة 1920، نشرت أنجح عمل لها حكايات من عمتي بانتشيتا (بالإسبانية: Los Cuentos de Mi Tia Panchita)‏، عبارة عن تجميع لحكايات فلكلورهية. سنة 1926، أسست أول روضة تنهج المنهج المونتيسوري، تدرس التلاميذ الفقراء من سان خوسيه. سنة 1931، وبشراكة مع مانويل مورا أسسا الحزب الشيوعي لكوستاريكا، وأضافت للحزب معلمات من مدرستها، وذلك لتحدي المجتمع الذي يقلل من المرأة التي تقتصر أدوارها في البيت والزواج والأمومة. توفت كارمين لايرا يوم 14 مايو 1949 بمدينة مكسيكو، المكسيك.

## بعض أعمالها
| السنة | الإسم بالعربية          | الإسم الأصلي                |
| ----- | ----------------------- | --------------------------- |
| 1918  | في كرسي متحرك           | En una silla de ruedas      |
| 1918  | خرافات خوان سيلفستر     | Fantasías de Juan Silvestre |
| 1920  | حكايات من عمتي بانتشيتا | Cuentos De Mi Tia Panchita  |
| 1931  | الموز والرجال           | Bananos Y Hombres           |